# Celatoria compressa
Celatoria compressa är en tvåvingeart som först beskrevs av Wulp 1890.  Celatoria compressa ingår i släktet Celatoria och familjen parasitflugor. Inga underarter finns listade.